# Magnet Magazines
Magnet Magazines, het vroegere Sparta, is een voormalige Vlaamse uitgeverij van tijdschriften en dochteronderneming van De Persgroep.

## Geschiedenis
De geschiedenis van Magnet Magazines gaat terug tot 1950. Toen kocht Cyriel Van Thillo de in 1928 opgerichte Antwerpse drukkerij Patria, bekend van onder meer De Dag, Piccolo (het latere Tip-Top) en De Post (in 1990 gefuseerd met Panorama). Van Thillo splitste het bedrijf op in twee delen: Drukkerij en Rotogravure Astra enerzijds en het uitgeversbedrijf Sparta anderzijds. 
In 1956 kwamen Cyriels zonen, Ludo en Joris, aan het hoofd van het bedrijf te staan. Het was het begin van de hoogdagen van Astra-Sparta, dat onder meer een eigen handelsdrukkerij begon en in 1963 Le Soir Illustré begon te drukken voor de Waalse groep Rossel. In 1967 lanceerde Sparta het huis-aan-huisblad Pro Rama, dat later werd omgedoopt tot Publi Post. Begin jaren 70 wierp de groep zich op de jongerenmagazines met achtereenvolgens Hitorama (1971) en Popshop (1973). 
In 1974 nam Sparta het jongerenblad Joepie over. Joepie was een initiatief van Guido Van Liefferinge, ex-Het Laatste Nieuws-journalist, en Sylvain Tack, eigenaar van wafelfabriek Suzy en van de piratenzender Radio Mi Amigo. Het blad werd uitgegeven door de nv Ergado, waarvan Tack als financiële vennoot 60% van de aandelen bezat en uitgever-hoofdredacteur Van Liefferinge als werkende vennoot de overige 40%. Het eerste nummer verscheen op 27 maart 1973. In 1974 nam Sparta Joepie over en ondertekende een partnership van onbepaalde duur met Guido Van Liefferinge, die algemeen hoofdredacteur werd van alle jongerenuitgaven van de groep. 
Uitgever en algemeen hoofdredacteur van Sparta was Guido Van Liefferinge. Eind 2000 verbrak Christian Van Thillo eenzijdig het 27 jarenlange partnership met Guido Van Liefferinge op grond van een "grove wanprestatie", ook al waren de financiële resultaten de beste van gans De Persgroep. De "grove wanprestatie" bestond erin dat Guido Van Liefferinge in twee interviews, een in De Tijd en een in Gazet van Antwerpen van 6 mei 2000, de kwalijke evolutie binnen de pers in binnen- en buitenland aanklaagde, waarbij de opdracht van de pers als vierde macht moet wijken voor de commercie en de maximalisatie van de winst, hetgeen een groot gevaar inhoudt voor de democratische rechtsstaat.Om zijn morele en financiële rechten op te eisen, werd Guido Van Liefferinge gedwongen, zoals voorzien in zijn partnership met De Persgroep (hetgeen Christian Van Thillo ook vooraf had moeten doen in plaats van eenzijdig te verbreken) een arbitrageprocedure te beginnen die intussen 10 jaar duurt. De financiële claim van Guido Van Liefferinge, zowat 15 miljoen euro (de mogelijke verwijlinteresten niet meegerekend), bestaat uit zijn winstdeelneming (15 % van de bruto contributie) in de resultaten van Magnet Magazines vanaf de eenzijdige verbreking einde 2000 tot juni 2005, tijdstip waarop de samenwerking contractueel eindigde, en een uitkoopsom voor de rechten op de titels die Guido Van Liefferinge heeft gecreëerd.
In 1975 kochten Uitgeverij J. Hoste, de Waalse zakenman Maurice Brébart en Sparta elk een deel van het Franstalige vrouwenblad Femmes d’Aujourd’hui/Het Rijk der Vrouw. Dat was de eerste samenwerking tussen Hoste en Sparta maar de band zou snel groeien. In 1976 richtten de twee een gezamenlijke dochteronderneming op om De Post uit te geven: de NV Mavanti. In 1978 verwierf Finimco, de centrale holding van de familie Van Thillo, een participatie van 14,5% in Uitgeverij J. Hoste om nieuwe investeringen mogelijk te maken. Door verschillende kapitaalsverhogingen groeide het aandeel van de familie Van Thillo snel en in 1987 werd de familie Van Thillo meerderheidsaandeelhouder van Hoste met 66,7% van de aandelen. In 1990 werden alle aandelen overgenomen, met uitzondering van een klein pakket dat in handen bleef van de Stichting Het Laatste Nieuws.
Op 29 november 1993 werden de drie uitgeverij Hoste, Edibel en Sparta officieel samengebracht onder één gemeenschappelijke naam: De Persgroep. Hoste (later omgedoopt tot Aurex) werd de krantenuitgeverij, terwijl Sparta alle tijdschriften voor zijn rekening nam, met uitzondering van Blik (intussen een kopblad van TV Familie) en Kwik (opgedoekt in 1998) die uitgegeven werden door Edibel. Sparta werd uiteindelijk omgedoopt tot Magnet Magazines in september 2002, naar analogie met de toenmalige reclameregie Magnet. Algemeen directeur van Sparta/Magnet Magazines was Guido Van Liefferinge maar na een ruzie met Christian Van Thillo werd hij aan de kant geschoven en vervangen door Koen Clement.
In augustus 2006 maakte De Persgroep bekend al haar kranten-, magazine- en internetactiviteiten onder te brengen in één entititeit, met name De Persgroep Publishing. Het betrof naast Magnet Magazines, ook Aurex (tot eind 2000 de NV Hoste) en De Morgen. De Nederlandse krant Het Parool en Mediafin (uitgever van De Tijd en L'Echo), werden niet betrokken in de operatie.
Onder meer de tijdschriften Goed Wonen (verkocht aan Sanoma Magazines Belgium en opgegaan in Feeling Wonen), Autowereld (verkocht aan de Brusselse uitgeverij ProduPress) en het Franstalige Netcetera (een joint venture met ProduPress) werden opgedoekt.
In 2024 bracht Mark Koster een onthullend boek uit over Christian Van Thillo, 'De Belg'.

## Merken
Uitgeverij Sparta / Magnet Magazines was uitgever van volgende titels:
- Autowereld
- Dag Allemaal
- De Post
- Blik
- Joepie
- Goed Gevoel
- Goed Wonen
- Hitorama
- Netwerk / Netcetera
- Piccolo / Tip-Top
- Popshop
- Pro Rama / Publi Post
- Expres
- TV Familie